# День святого Януария
День святого Януария (итал. Festa di san Gennaro) — ежегодный праздник в честь Святого Януария, покровителя Неаполя.

## В Неаполе

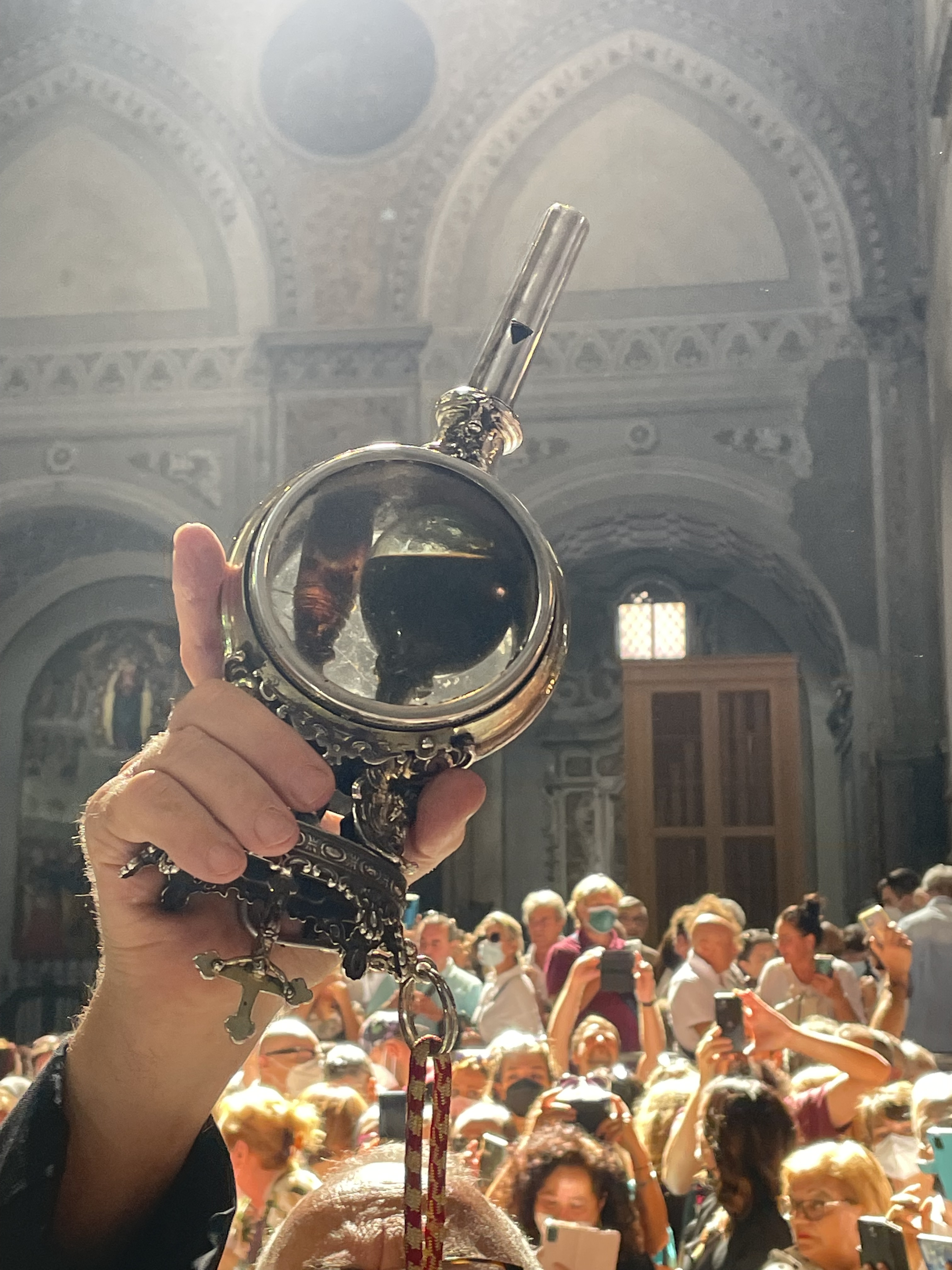
Ампула с «кровью святого Януария», 19 сентября 2022 года

Трижды в год — в субботу перед первым воскресеньем мая (перенесение мощей в Неаполь), 19 сентября (мученичество Святого Януария) и 16 декабря (спасение Неаполя от гибели во время извержения Везувия) – неаполитанские католики проводят праздник в честь святого Януария. В неаполитанском соборе Святого Януария хранятся две стеклянные ампулы, в которых, как полагают верующие, хранятся капли крови святого. Со временем кровь (или вещество, которое считают кровью) затвердела, однако трижды в год, в вышеуказанные даты во время праздничной мессы, в руках епископа вновь становится жидкой. Но иногда это «чудо крови» не происходит, что, как считается, предвещает войны, мор и другие бедствия.

## В США

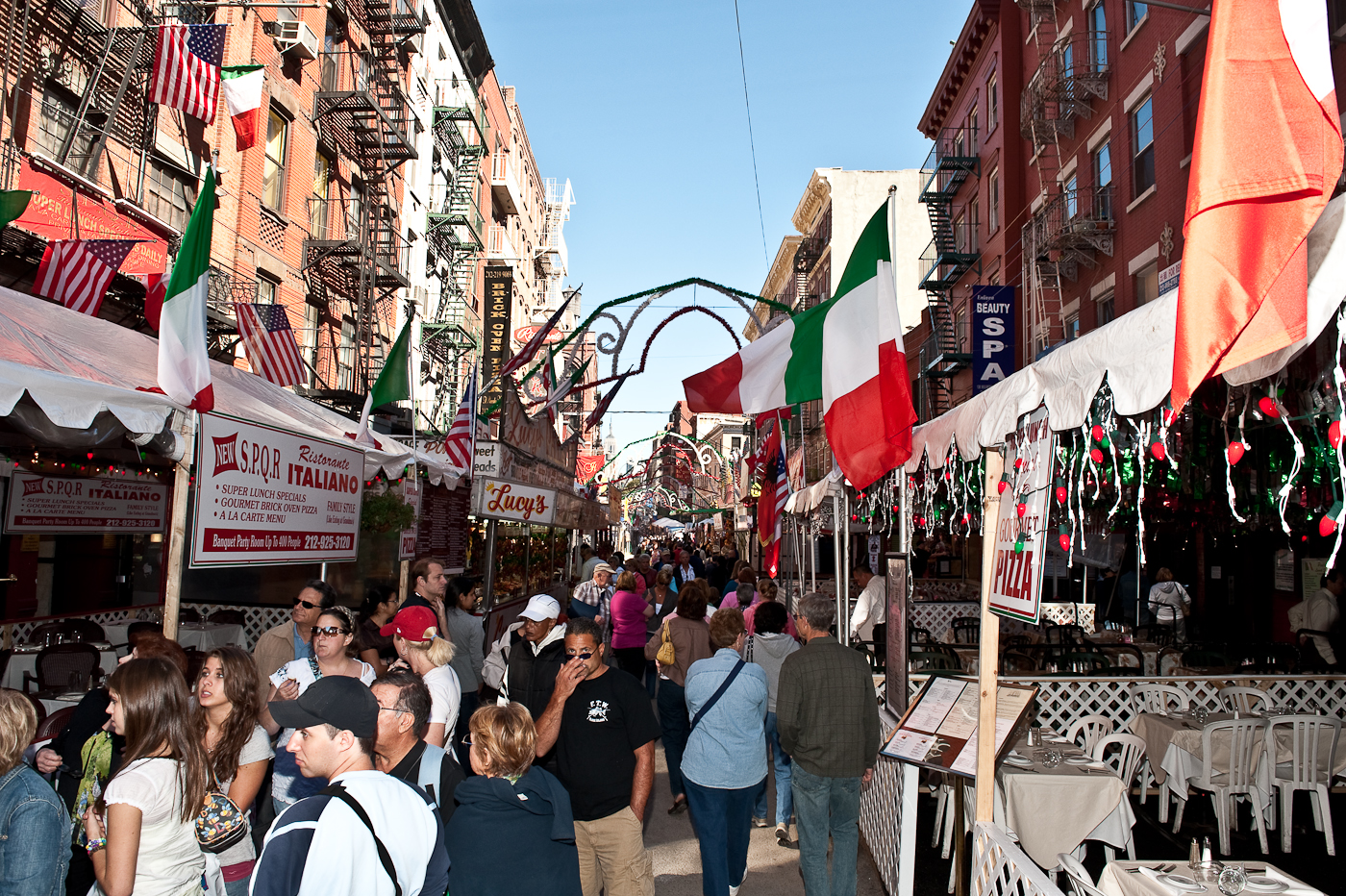
День святого Януария в Нью-Йорке

День святого Януария отмечается с размахом не только в Италии, но и в Нью-Йорке, где живет очень много потомков эмигрантов из Италии. Впервые его там отметили в 1926 году, когда прибывшие из Неаполя иммигранты обосновались на Малберри-стрит в Нижнем Манхэттене. В настоящее время празднование в честь святого Януария начинается 12 сентября, длится 11 дней и является самым большим уличным праздником Нью-Йорка. Проходят торжественные процессии, участники которых несут статуи святого Януария, улицы района украшают яркими плакатами и вывесками национальных цветов Италии (красного, белого и зеленого), на улицах устанавливаются палатки, где можно купить итальянские сувениры и другие товары. Во время праздника собираются средства на благотворительные цели.